# Muzeum amerického umění Whitneyové
Muzeum amerického umění Whitneyové (anglicky Whitney Museum of American Art) je muzeum umění sídlící ve městě New York. V roce 1931 jej založila sochařka a mecenáška Gertrude Vanderbiltová Whitneyová a původním sídlem byla historická budova na západní osmé ulici mezi Fifth Avenue a MacDougal Street. Postupně se sbírka zvětšovala a roku 1961 začalo vedení hledat větší prostory. V roce 1966 bylo muzeum přestěhováno do moderní budovy na rohu Madison Avenue na 75. ulici ve čtvrti Upper East Side. Architektem nové budovy byl Marcel Breuer. Tuto budovu přestalo muzeum používat v roce 2014. V první polovině roku 2015 pak bylo přestěhováno do nové budovy, jejímž architektem byl Renzo Piano.

## Galerie

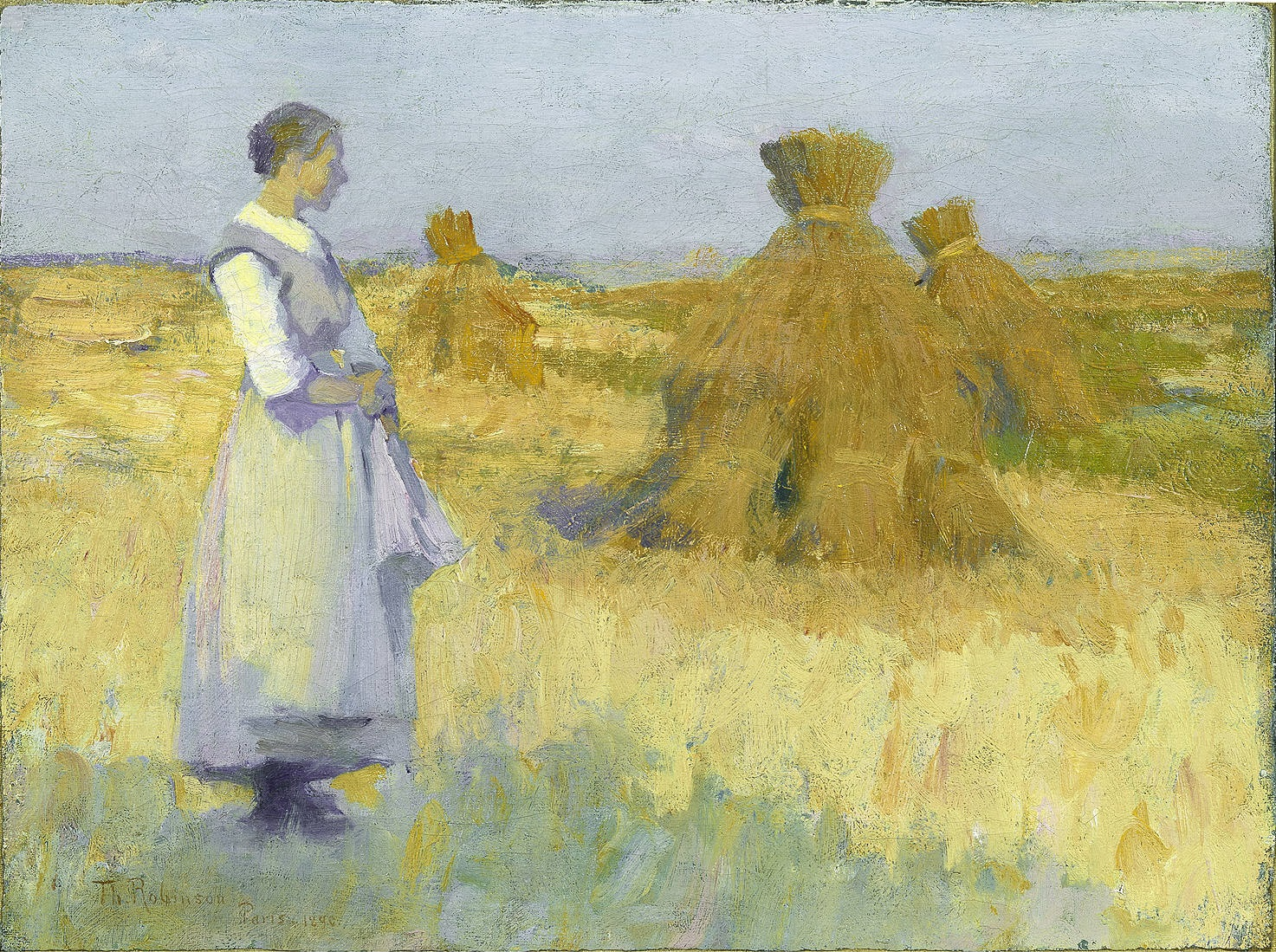
Theodore Robinson, Etude, (1890)
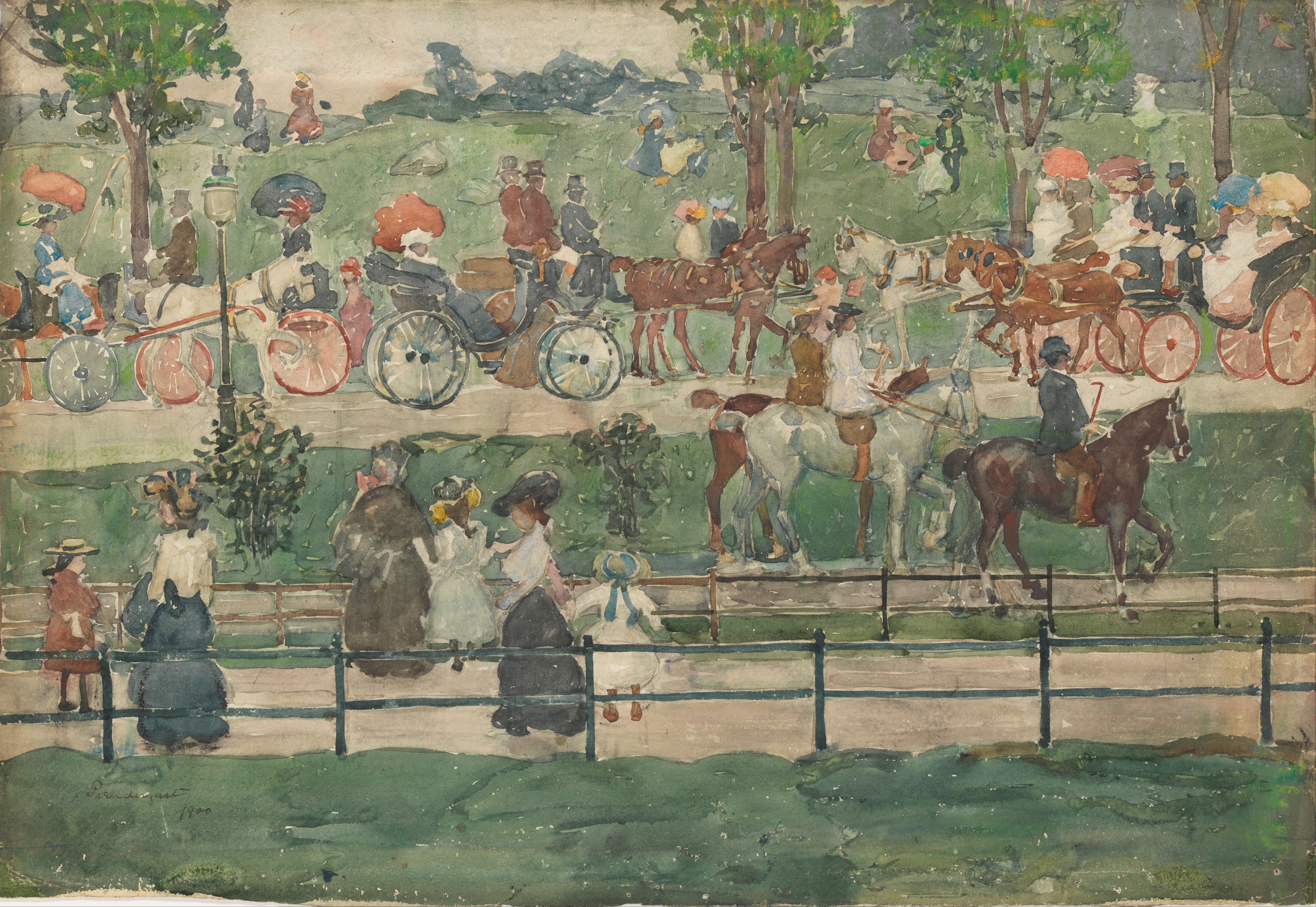
Maurice Prendergast, Central Park, 1900, (1900)
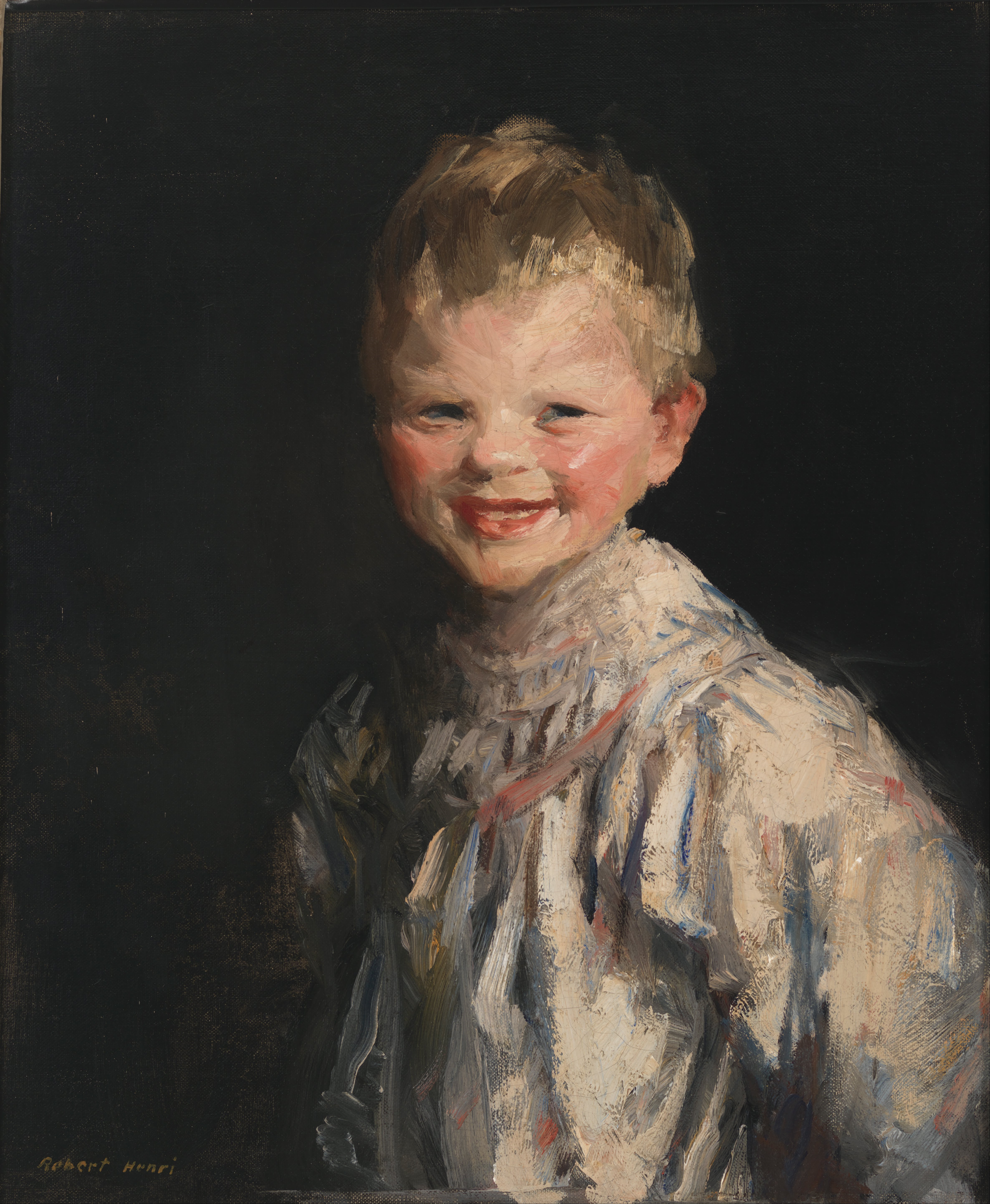
Robert Henri, Laughing Child, (1907)
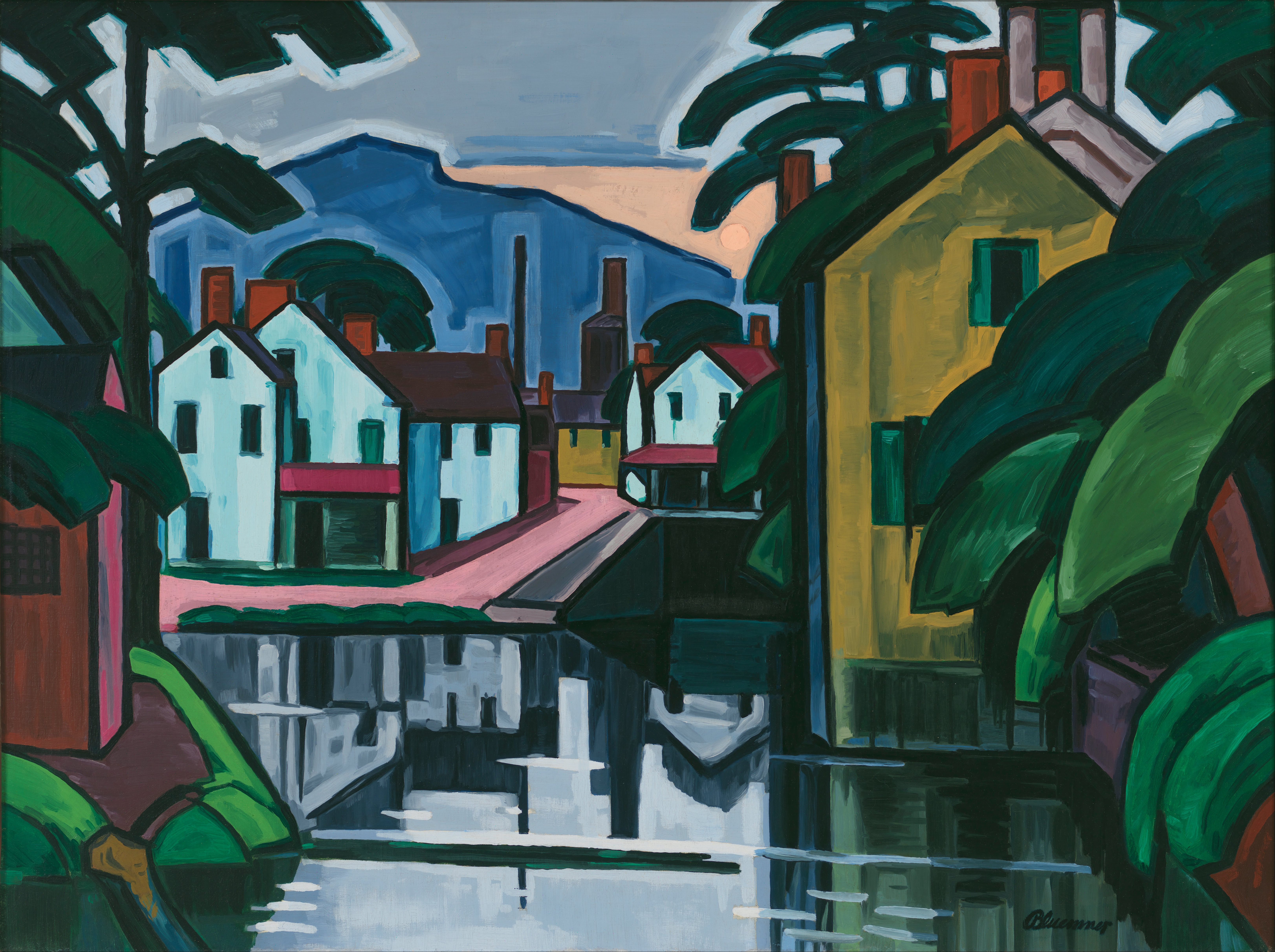
Oscar Florianus Bluemner, Old Canal Port, (1914)
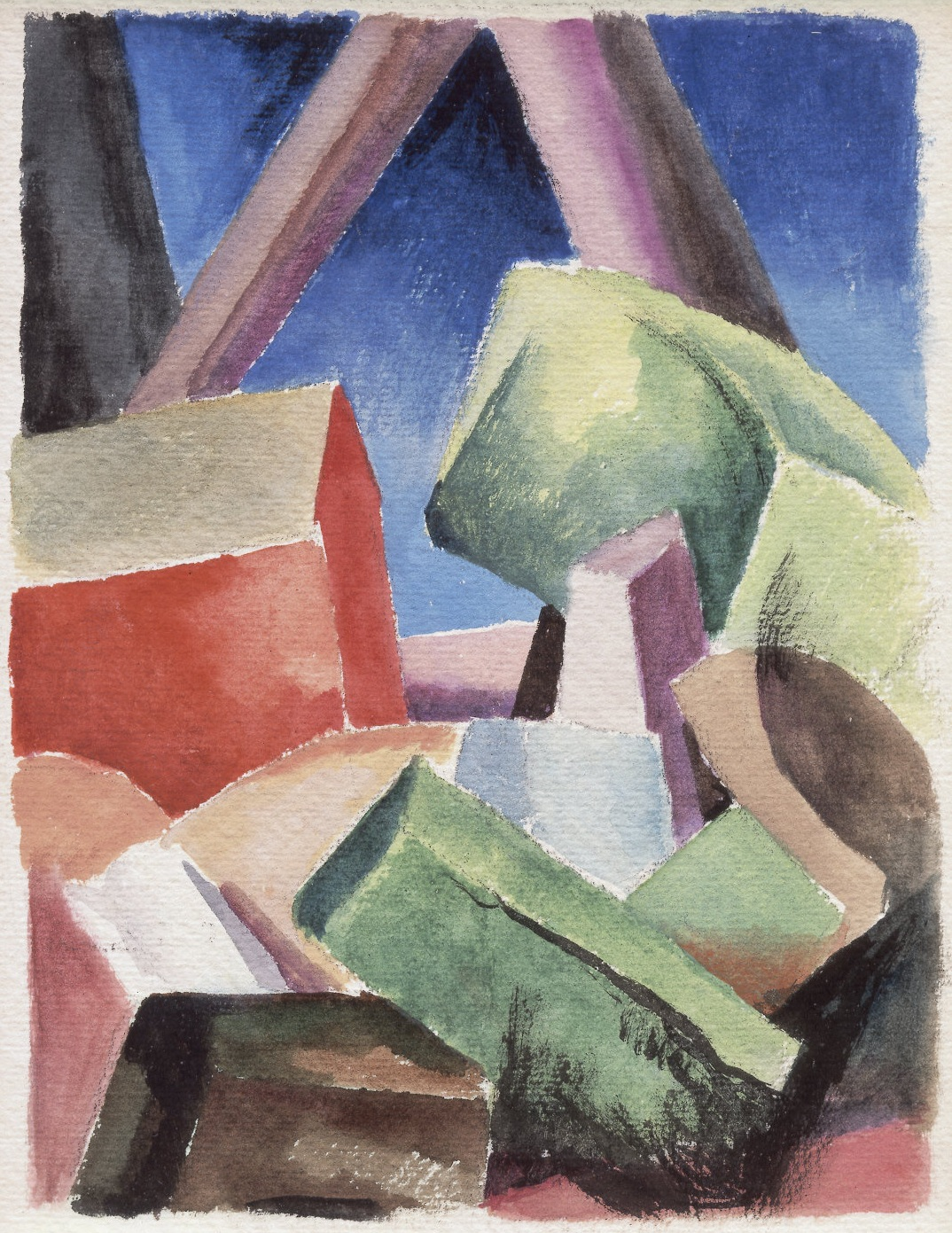
Thomas Hart Benton, House in Cubist Landscape, (c. 1915–1920)
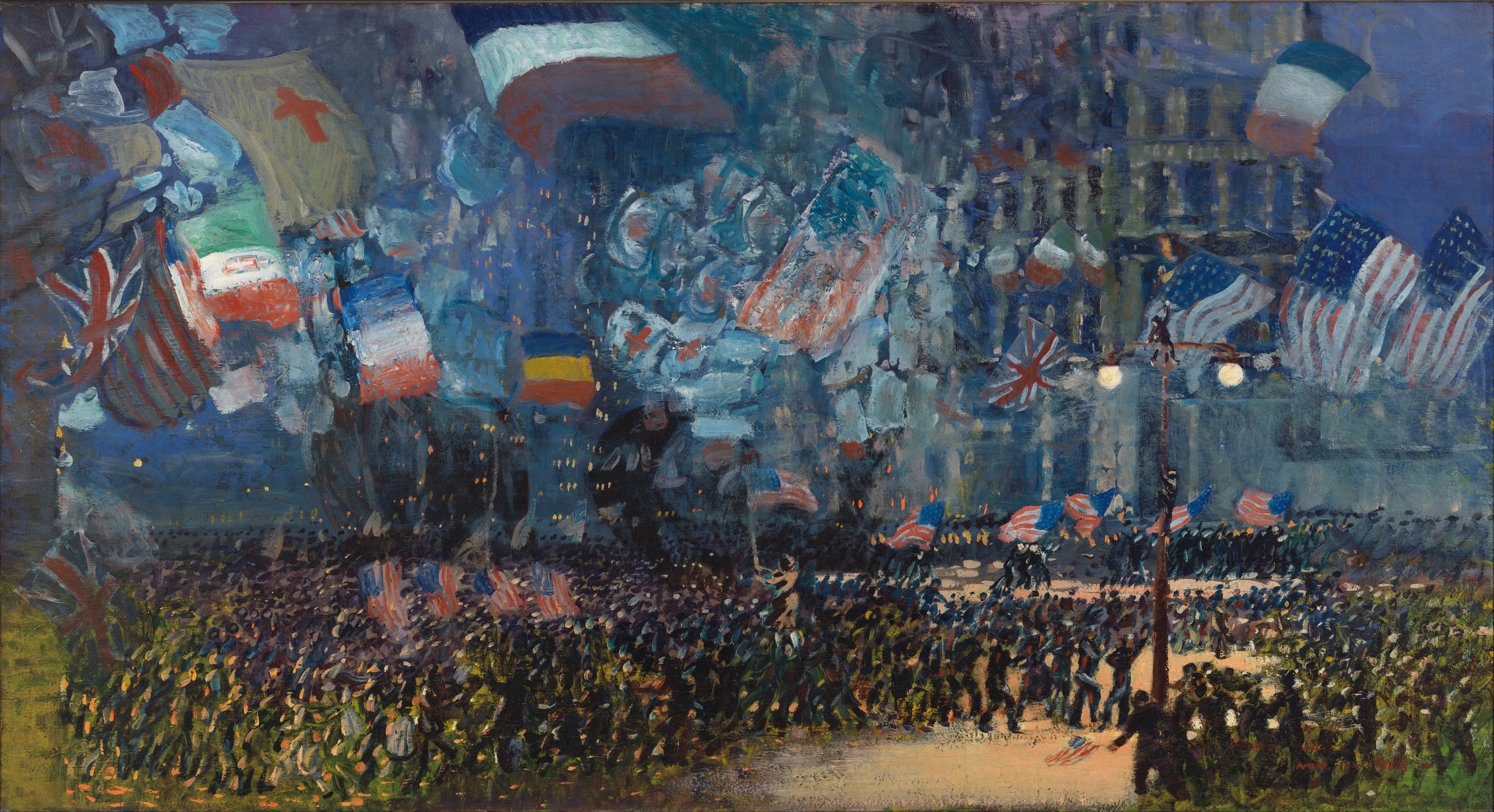
George Luks, Armistice Night, (1918)
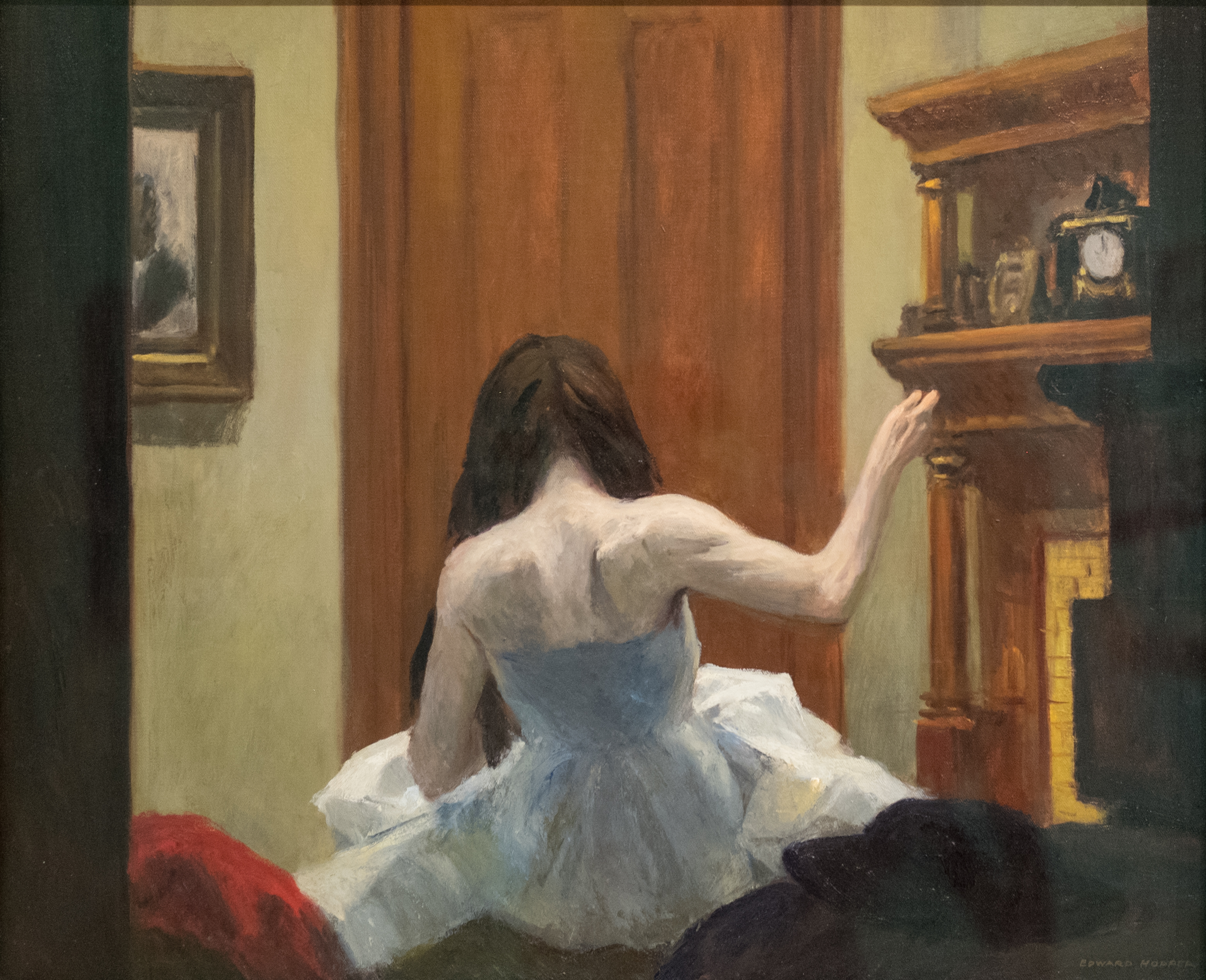
Edward Hopper, New York Interior, c. 1921
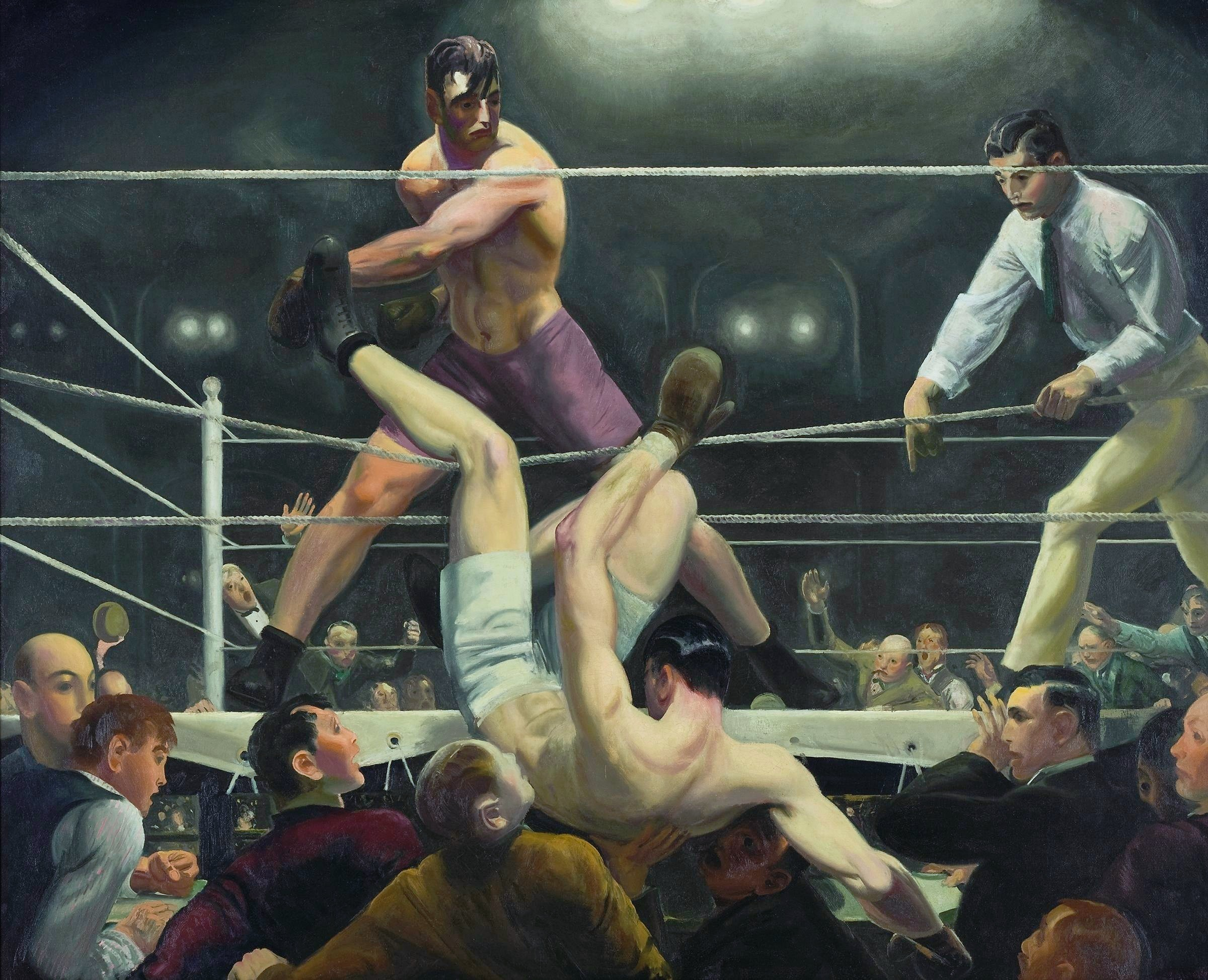
George Bellows, Dempsey and Firpo, (1924)